# Chang Yongxiang
Chang Yongxiang, född den 16 september 1983 i Handan, Hubei, är en kinesisk brottare som tog OS-silver i welterviktsbrottning i den grekisk-romerska klassen 2008 i Peking. 